# Rowlandius linsduarteae
Espèce
Rowlandius linsduarteae est une espèce de schizomides de la famille des Hubbardiidae.

## Distribution
Cette espèce est endémique du Paraíba au Brésil,. Elle se rencontre vers João Pessoa.

## Description
Le mâle holotype mesure 2,9 mm et la femelle paratype 3,35 mm.

## Étymologie
Cette espèce est nommée en l'honneur de Paula Frassinete Lins Duarte.

## Publication originale
- Santos, Dias, Brescovit & Santos, 2008 : The arachnid order Schizomida in the Brazilian Atlantic forest: a new species of Rowlandius and new records of Stenochrus portoricensis (Schizomida: Hubbardiidae). Zootaxa, no 1850, p. 53-60.